# Murlaggan (Kilmallie)

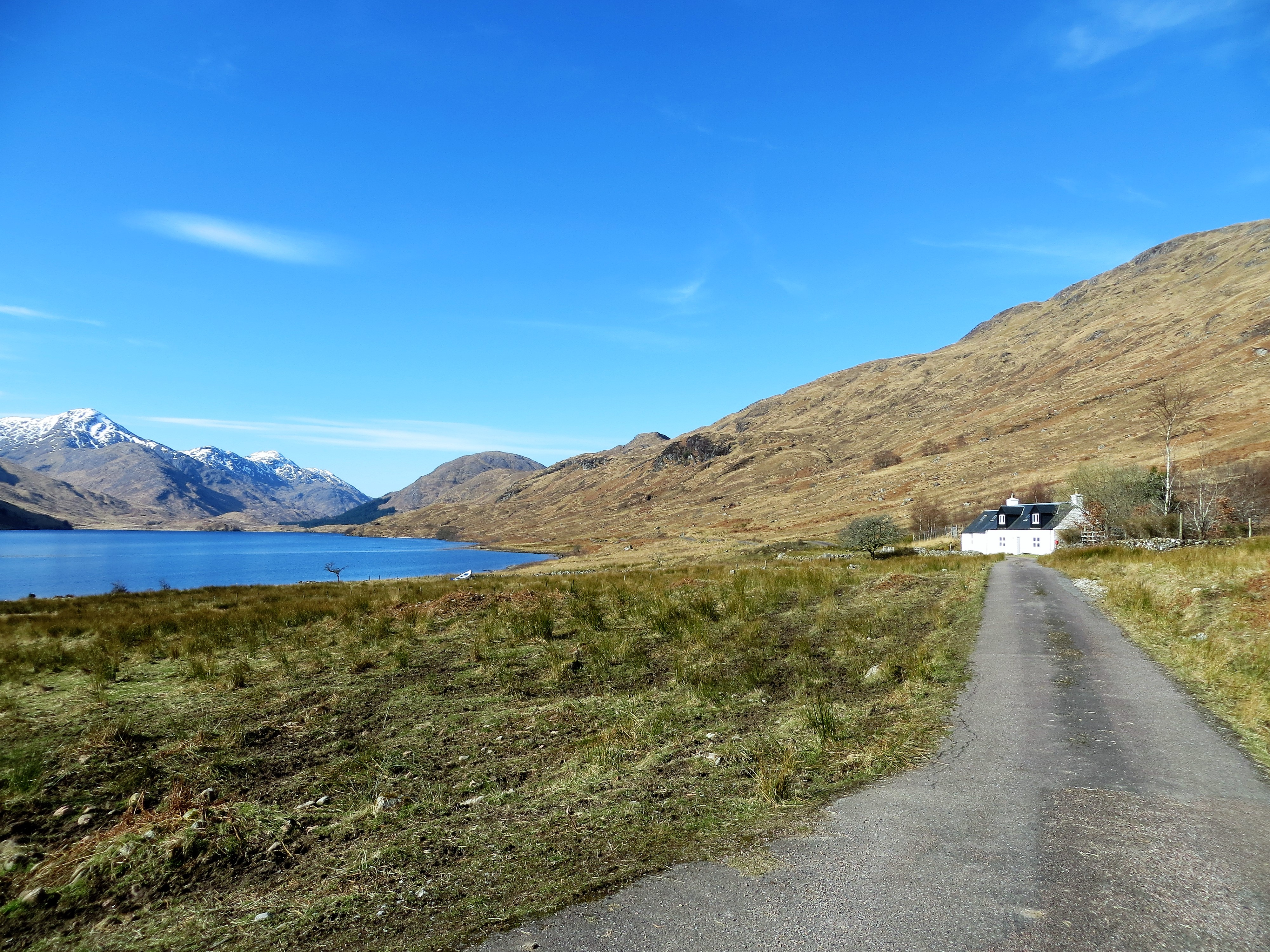
Straße zum letzten Haus von Murlaggan

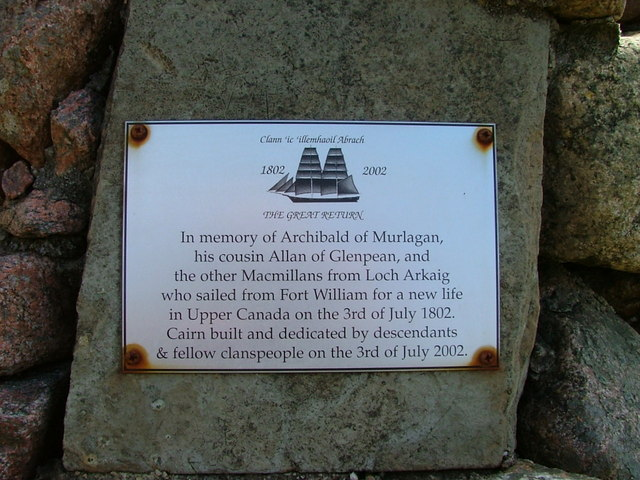
Plakette am Denkmal in Murlaggan

Murlaggan, alternative Schreibweise Murlagan, ist eine kleine Ortschaft, die südwestlich von Inverness in der Region Highland im Norden von Schottland liegt. Im Rahmen der historischen Gliederung Schottlands in Civil Parishes zählt es zu Kilmallie, das zu Inverness-shire gehörte.

## Geographie
Murlaggan liegt etwa 20 Kilometer nordwestlich von Fort William am nördlichen Ufer des Loch Arkaig in einer ländlich geprägten Umgebung und umfasst heute nur noch ein einzelnes Haus. Die Gegend war dichter besiedelt, bis deren Bewohner sie verließen. Am Ufer des Sees sind die Reste eines nicht mehr genutzten Friedhofes zu erkennen. An Auswanderer vom Clan der Macmillan nach Oberkanada im Sommer 1802 erinnert heute ein Denkmal.

## Verkehr
Verkehrstechnisch zu erreichen ist Murlaggan über eine schmale Nebenstraße, die von der bei Achnasaul endenden B 8005 parallel zum Ufer des Sees weiter nach Westen in Richtung Strathan führt.